# Дорошенко Ігор Миколайович
Ігор Миколайович Дорошенко (нар. 16 січня 1973) — український футболіст, захисник.

## Кар'єра гравця
Футбольну кар'єру розпочав у вищоліговому «Ведричі», в складі якого виступав у 1992 році. Наступного року опинився в складі іншого вишолігового білоруського клубу, «Фандок» (Бобруйськ). З 1993 по 1994 роки захищав кольори «Будівельник» (Старі Дороги), а також відіграв 1 поєдинок у третьоліговій «Зарі» (Язиль). З 1995 по 1996 рік виступав у могильовському «Дніпрі», а також періодично виступав у фарм клубі «Дніпро-2». У 1997 році виступав в іншій могильовській команді, «Трансмаш».
Того ж 1997 року повернувся до України, де підписав контракт з криворізьким «Кривбасом», виступав також за друголіговий фарм-клуб криворожан, «Кривбас-2». На початку 2002 року перейшов до клубу «Фрунзенець-Ліга-99», але вже влітку клуб збанкрутував, а на його базі створили ФК «Суми». Після бакрутства сум'ян Ігор виступав у першоліговому «Динамо» (Санкт-Петербург), але надовго там не затримався й вже незабаром підсилив алчевську «Сталь». Проте й в Алчевську Дорошенко не затримався й зігравши 3 матчі під час зимової перерви сезону 2002/03 років перейшов до охтирського «Нафтовика-Укрнафти», в якому виступав до кінця 2005 року. Потім протягом півроку захищав кольори криворізького «Гірника», після чого перейшов до друголігової южноукраїнської «Енергії», в складі якої влітку 2007 року завершив кар'єру професіонального футболіста. У 2009 році виступав за аматорський ФК «Казанка» з однойменного селища міського типу.

## Кар'єра тренера
По завершенні ігрової кар'єри розпочав тренерську діяльність. З 2010 року допомагав тренувати криворізький «Гірник». Потім до червня 2012 року займав посаду адміністратора клубу. З липня 2012 року — знову допомагав тренувати команду.

## Досягнення
- Вища ліга
  -  Бронзовий призер (2): 1999, 2000